# Elleanthus brasiliensis
Elleanthus brasiliensis es una especie  de orquídea epífita y ocasionalmente terrestre. es originaria de Brasil y Bolivia.

## Descripción
Es una orquídea de tamaño gigante, que prefiere el clima cálido. Tiene hábitos de epífita y ocasionalmente terrestre. Tiene tallos erectos que llevan hojas verdes alternas, oscuras, lanceoladas y agudas. Florece en el otoño en una inflorescencia terminal, erecta, con hasta  25  flores que llevan un gel pegajoso.

## Distribución y hábitat
Se encuentra en Brasil y Bolivia en elevaciones de 700 a 1200  metros.

## Sinonimia
- Elleanthus brasiliensis var. hookerianus Cogn. 1901
- Evelyna brasiliensis Lindl. 1843[1]